# Aniulus fluviatilis
Aniulus fluviatilis är en mångfotingart som beskrevs av Chamberlin 1940. Aniulus fluviatilis ingår i släktet Aniulus och familjen Parajulidae. Inga underarter finns listade i Catalogue of Life.